# Ophryoxus gracilis
Ophryoxus gracilis är en kräftdjursart som beskrevs av Georg Ossian Sars 1861. Ophryoxus gracilis ingår i släktet Ophryoxus och familjen Macrothricidae. Inga underarter finns listade i Catalogue of Life.